# Эдельсфельд
Эдельсфельд (нем. Edelsfeld) — община в Германии, в земле Бавария. 
Подчиняется административному округу Верхний Пфальц. Входит в состав района Амберг-Зульцбах. Население составляет 1891 человек (на 31 декабря 2010 года). Занимает площадь 34,72 км².
Община подразделяется на 26 сельских округов.

## Население
По оценке на 31 декабря 2015 года население общины Эдельсфельд составляет 1888 чел. 

| Дата      | 1840 | 1871 | 1900 | 1925 | 1939 | 1950 | 1961 | 1970 | 1987 | 2011 |
| --------- | ---- | ---- | ---- | ---- | ---- | ---- | ---- | ---- | ---- | ---- |
| Население | 1331 | 1285 | 1368 | 1380 | 1239 | 1670 | 1330 | 1467 | 1497 | 1880 |

| Год       | 1960 | 1970 | 1980 | 1990 | 2000 | 2009 | 2010 | 2011 | 2012 | 2013 | 2014 | 2015 |
| --------- | ---- | ---- | ---- | ---- | ---- | ---- | ---- | ---- | ---- | ---- | ---- | ---- |
| Население | 1310 | 1457 | 1525 | 1609 | 1946 | 1895 | 1891 | 1868 | 1876 | 1864 | 1859 | 1888 |